# Oficina

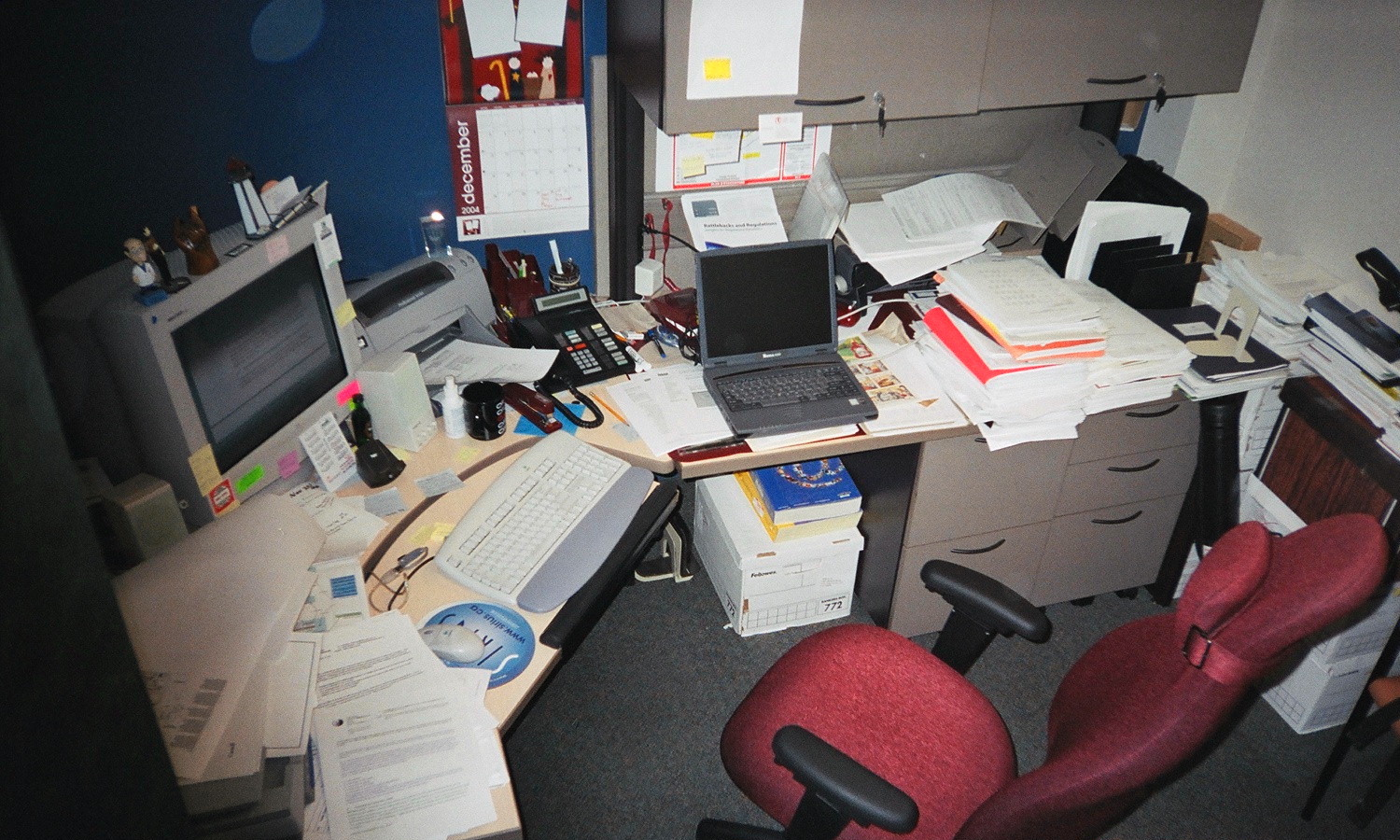
Una típica oficina nord-americana

Una oficina és un lloc destinat a la feina administrativa. Per extensió s'aplica també a dascun dels organismes centrals creats per a l'aplicació i el funcionament d'una convenció signada per diferents estats i que s'anomenen ‘‘oficines internacionals'’ «com les de correus, telègrafs, pesos i mesures, protecció de la propietat industrial, educació, etc.» Existeixen moltes formes de distribuir l'espai en una oficina segons la funció i el nombre de persones ocupades en el mateix espai. En un extrem cada treballador té el seu propi lloc, en l'altre una multitud de persones treballen en el mateix espai. A tota oficina es maneja un codi de polítiques d'oficina pròpies. Hi ha diversos tipus d'oficina com oberta, tancada, moderna, integrada, mobiliària i equips.

## Característiques
L'objectiu principal d'un entorn d'oficina és ajudar els seus ocupants a fer la feina. Els espais de treball en una oficina s'utilitzen normalment per a activitats d'oficina convencionals, com llegir, escriure i treballar amb l'ordinador. Hi ha nou tipus genèrics d'espai de treball, cadascun recolzant diferents activitats. A més dels cubicles individuals, es poden trobar la sala de reunions, salons i espais per a activitats de suport, com fotocòpies i arxius. Algunes oficines també tenen una àrea de cuina on els treballadors poden preparar els dinars. Hi ha diferents maneres d'organitzar l'espai en una oficina i, si bé varien segons la funció, la moda gerencial i la cultura d'empreses específiques poden ser encara més importants.
Si bé les oficines es poden construir a gairebé qualsevol lloc i en gairebé qualsevol edifici, alguns requisits moderns per a oficines fan que això sigui més difícil, com els requisits de llum, xarxes i seguretat. L'objectiu principal d'un edifici d'oficines és proporcionar lloc i un entorn de treball, principalment per als treballadors administratius i de gestió. Aquests treballadors generalment ocupen àrees fixes dins de l'edifici d'oficines i generalment compten amb escriptoris, PC i altres equips que puguin necessitar dins d'aquestes àrees. El director d'operacions (COO abreujat en anglès) és responsable de manejar l'administració i el manteniment d'un edifici d'oficines.

## Història
La paraula prové del llatí  officina que significa taller, fàbrica. Roma es pot considerar la primera societat que, principalment a causa del paper de la llei, va desenvolupar una burocràcia relativament elaborada que necessitava oficines.
Les oficines en l'antiguitat clàssica eren sovint part d'un palau complex o d'un temple. Hi havia generalment una cambra on els pergamins eren conservats i els escribes treballaven. Els textos antics que esmenten el treball dels escrivans fan referència a l'existència d'oficines administratives. Aquestes cambres sovint són anomenades biblioteques amb el sentit de lloc on es conserven documents. De fet eren veritables oficines atès que els pergamins van ser utilitzats per a registrar expedients i altres documents com tractats i decrets.
La cancelleria medieval era l'oficina on la majoria dels documents del govern van ser escrits i on les lleis i els decrets van ser copiats i conservats. Les cambres de la cancelleria tenien sovint parets repletes de casellers, construïts per albergar el pergamí enrotllat per a una ràpida lectura, un precursor al prestatge del llibre. La introducció de la impressió durant el Renaixement no va canviar molt aquestes primerenques oficines governamentals.

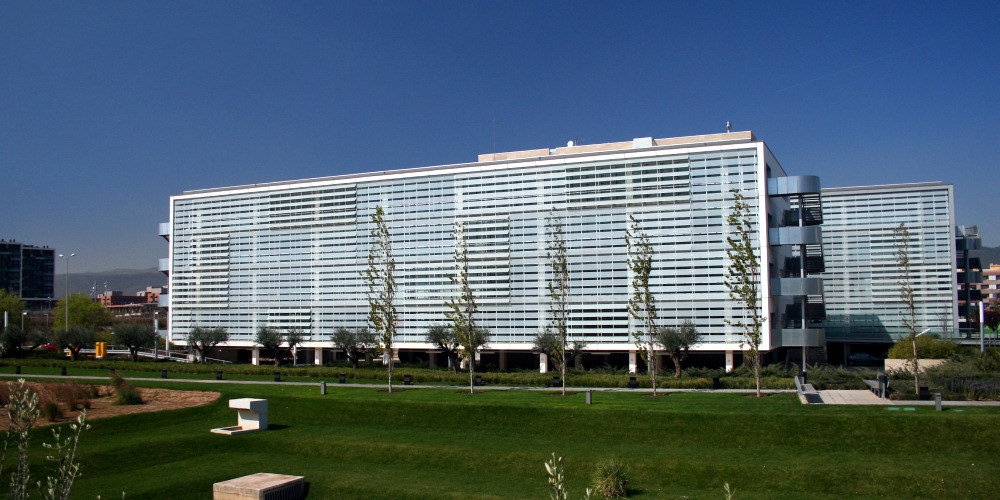
El complex d'oficis Viladecans Business Park a Viladecans

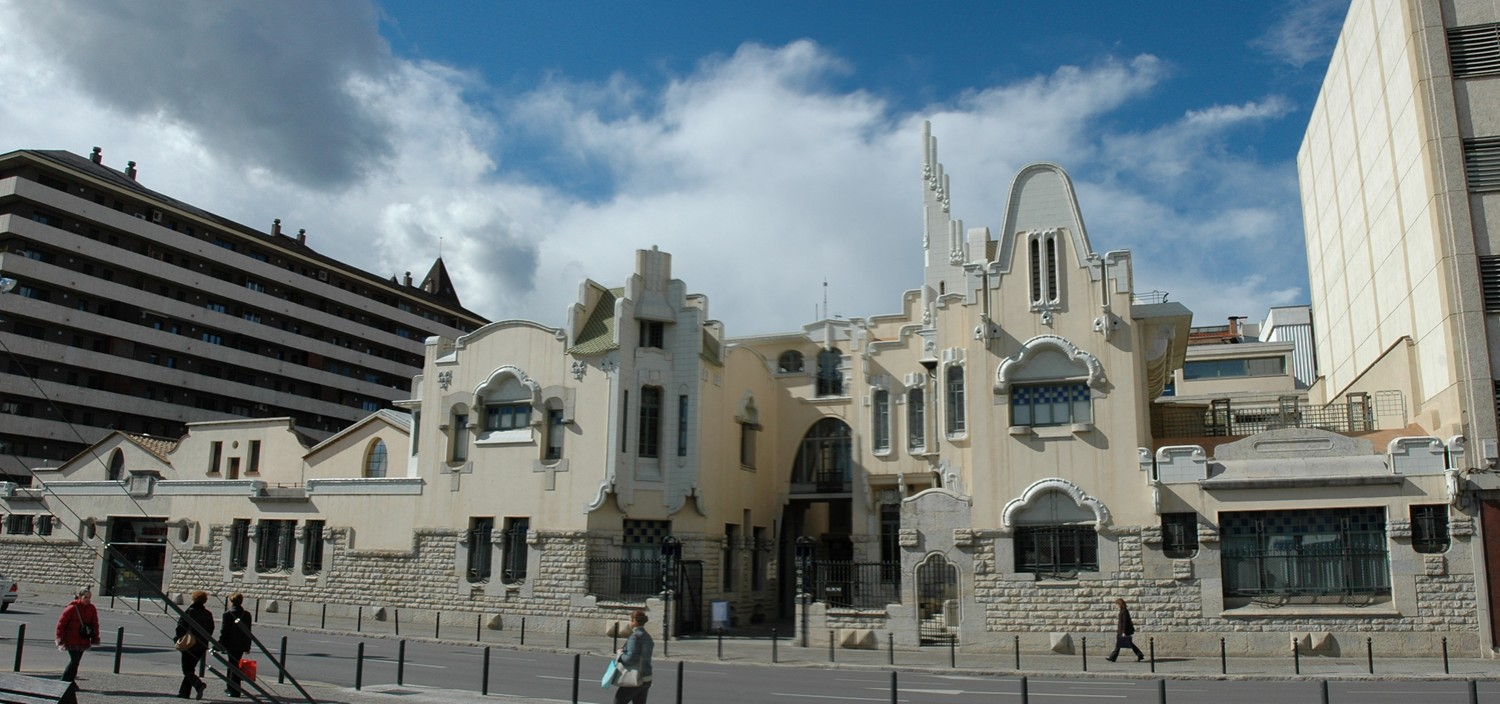
Seu administrativa del diari El Punt Avui a Girona

Les il·lustracions preindustrials ens mostren les persones en les seves oficines privades, on manegen expedients guardats en llibres o escriuen en pergamins. Totes les classes d'escriptures semblaven estar entrellaçades en aquestes oficines. Abans de la invenció la premsa, no hi havia gaire diferències entre l'oficina privada i la biblioteca atès que els llibres eren llegits o escrits al mateix escriptori, juntament amb els comptes generals comptables i les cartes personals.
En l'actualitat, a causa dels canvis en els models de treball, han sorgit noves formes d'oficina sobretot relacionades amb el teletreball i el cotreball.

### Oficina japonesa delseglexx
Les empreses japoneses s'han diferenciat de les contraparts nord-americanes en implementar diferents tècniques en la manera com manegen els negocis. El disseny de l'oficina japonesa millora la productivitat laboral i l'harmonia a l'oficina, i responsabilitza cada empleat per la feina que fa. El tipus de disseny d'oficina utilitzat al Japó s'anomena pla obert i es basa en l'ergonomia per ajudar a fer que els empleats siguin tan productius com sigui possible. El disseny d'oficina oberta japonesa els permet utilitzar una estructura organitzativa coneguda com a estructura horitzontal. A la típica oficina japonesa, no hi ha parets que divideixen els escriptoris, ni cubicles, ni oficines individuals. A més, poden implementar polítiques fent servir el consens ringi-sho.
Per aconseguir que els membres del grup treballin de manera efectiva al plànol de l'oficina oberta, s'utilitzen escriptoris estil illa. La característica més dominant del disseny d'oficina estil illa japonesa és que cada grup forma una illa. Kageyu Noro, Goroh Fujimaki i Shinsuke Kishi, investigadors d'ergonomia al lloc de treball, van afirmar: “Les oficines japoneses s'han adherit tradicionalment als dissenys a l'illa perquè reflecteixen l'estil japonès de treball en equip i l'estil de gestió de dalt cap a baix.” El líder del grup s'asseurà a la posició destacada i garantirà la productivitat.

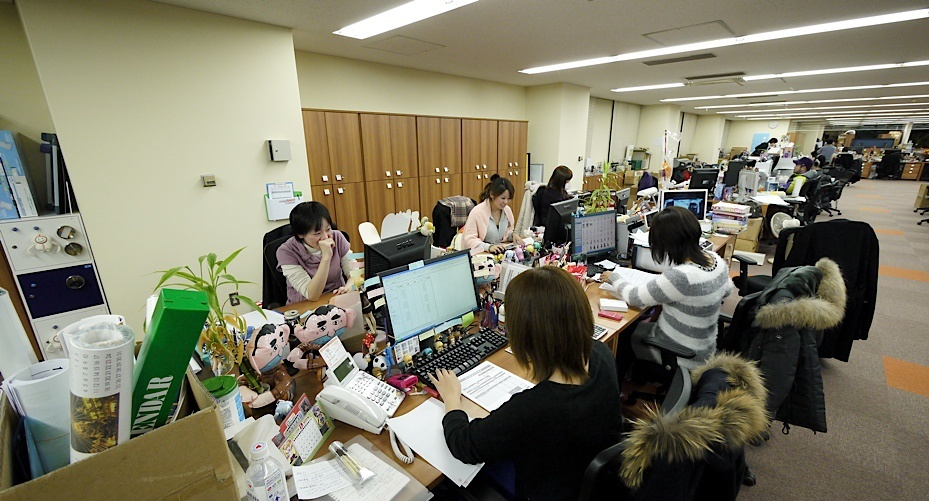
Seients estil illa

El líder del grup assignarà una tasca al grup i cada membre del grup rebrà la seva tasca individual per completar. Els seients estil illa també brinden al grup el benefici de poder parlar entre ells en qualsevol moment i demanar ajuda si cal. Estar tan a prop l'un de l'altre a l'oficina dona un altre avantatge al supervisor, ja que pot trucar a un uchi-awase. Uchi-awase és una reunió informal per transmetre un missatge important i també permet que tots els membres de l'equip siguin creatius a l'oficina. “El disseny de l'oficina oberta ho permet perquè gairebé no hi ha sales o recintes independents. Si el supervisor es para al seu escriptori, pot mirar els seus associats i trucar-los fàcilment”, segons Durlabhji, Subhash, Norton E. Marks i Scott Roach, autors de Japanese Business: Cultural Perspective. Quan es completen totes les tasques individuals, el grup combina el treball de cada persona i el projecte s'arma com un tot i es torna al supervisor. El treball es veu com un esforç d'equip i cada membre del grup rep el mateix crèdit per ser part d'un equip que completa la meta assignada. El grup en si fa que cada membre sigui responsable de garantir que la feina es faci i que cap individu estigui fent més feina que una altra. Un altre factor de motivació és que el cap del grup també està assegut al mateix escriptori, i l'efecte que això té en els individus és que han de treballar de valent com el cap. La funció de tenir un disseny obert amb seients tipus illa permet estructurar l'oficina perquè els empleats es reuneixin com a equips.
El tipus d'estructura organitzativa que es troba dins de l'oficina japonesa es coneix com a estructura horitzontal. Segons Andrew, Ghillyer, autor de Management Now, “L'estructura horitzontal és una estructura organitzativa que consta de dos grups: el primer compost per l'alta gerència responsable de les decisions i polítiques estratègiques i el segon compost per empleats empoderats que treballen junts en diferents equips de processos, també coneguda com a estructura d'equip.” El benefici d'usar aquest tipus d'estructura és que la jerarquia s'aplana per reduir la supervisió, els equips es poden autogestionar, es recompensa l'exercici de l'equip, no només l'individu, i s'emfatitza molt la capacitació entre tots els empleats. Amb un sentit més gran d'apoderament i responsabilitat, els treballadors estan motivats per completar els objectius de manera oportuna. Tenir l'oficina estructurada horitzontalment permet una comunicació fàcil de la introducció de noves polítiques i idees entre els grups.
Ringisho és el concepte de presentar propostes i prendre decisions a partir d'aquestes idees. En unificar tothom a l'oficina japonesa, ajuda a prendre decisions més ben informades sobre les polítiques de l'empresa en què tots els gerents i empleats tenen aportacions. La idea darrere d'això és posar-se en contacte amb diverses persones pensants per veure si hi ha una bona manera d'escriure les polítiques que beneficiïn millor l'empresa. Richard Lewis, l'autor de 'When Cultures Collide', afirma “Suggeriments, idees i invencions ascendeixen a la jerarquia de l'empresa mitjançant un procés de recollida de signatures entre treballadors i comandaments intermedis. Moltes persones hi estan involucrades. Els alts executius fan el pas final en ratificar els articles que han obtingut prou aprovació.” Amb aquest sistema implementat, els canvis en les polítiques només s'aproven si hi ha un consens general per aprovar-lo. Permetre que cada grup tingui veu sobre quines polítiques s'han d'implementar millora la satisfacció laboral general i l'harmonia a tota l'oficina.
La manera com estan estructurades les oficines japoneses els permet ser més eficients en realitzar negocis. Empreses com General Motors, Ford, Motorola i Chrysler Company han notat l'eficiència amb què operen. Continuen buscant altres maneres de ser més eficients i productius amb el disseny de l'oficina i la productivitat dels empleats.

## Edificis d'oficines
Un edifici d'oficines és una forma d'edifici comercial que conté espais dissenyats principalment per a feines administratives. L'equip d'una oficina contemporània compren generalment aigua, electricitat, il·luminació, banys, Central telefònica, connexions òptiques, aparcament, sales de reunió, xarxa internet i intranet. Segons les circumstàncies, companyies instal·len en un complex d'oficis, sovint amb noms anglesos com Business Park o Business Centre. Companyies més grans tenen el seu propi edifici, que serveix també com a emblema i símbol de prestigi.
Un edifici d'oficines es dividirà en seccions per a diverses companyies o es pot dedicar a una sola companyia. En qualsevol cas, cada companyia tindrà típicament oficines de l'àrea de recepció, una o més de reunió, simples o obertes i sanitaris. Molts edificis d'oficines també tenen cuina i una cambra on els treballadors poden esmorzar o prendre un breu descans.

## Qualificació
L'Associació de Propietaris i Administradors d'Edificis (BOMA) classifica l'espai d'oficines en tres categories: Classe A, Classe B i Classe C. Segons la BOMA, els edificis d'oficines de classe A tenen els "edificis més prestigiosos que competeixen pels principals usuaris d'oficines amb lloguers superiors a la mitjana de l'àrea". BOMA afirma que les instal·lacions de Classe A tenen "acabats estàndard d'alta qualitat, sistemes d'última generació, accessibilitat excepcional i una presència clara en el mercat". BOMA descriu els edificis d'oficines Classe B com aquells que competeixen "per una àmplia gamma d'usuaris amb rendes al rang mitjà de la zona". BOMA afirma que els edificis de Classe B tenen "sistemes adequats" i acabats que "són bons per a l'àrea", però que els edificis no competeixen amb els edificis de Classe A pels mateixos preus. Segons BOMA, els edificis de Classe C són dirigits a "llogaters que requereixen espai funcional a lloguers per sota de la mitjana de l'àrea". La manca de detalls deixa un espai considerable per “modificar” els límits de les categories. Sovint, les categories anteriors es modifiquen encara més afegint el signe més o menys per crear subclasses, com ara Classe A+ o Classe B-.

## Per a més informació
- Adams, Scott. What do you call a sociopath in a cubicle? (answer, a coworker).  Kansas City, Missouri: Andrews McMeel Pub., 2002.
- Planning Office Space.  London: The Architectural Press Ltd., 1976.
- Klein, Judy Graf. The Office Book.  New York: Facts on File Inc., 1982. ISBN 9780871964991.
- van Meel, Juriaan; Martens, Yuri; van Ree, Hermen Jan. Planning Office Spaces: a practical guide for manager and designers.  London: Laurence King Publishing, 2010.
- Saval, Nikil. Cubed: A Secret History of the Workplace.  Doubleday, 2014.
- Roderick, Ian «Representing affective labour and gender performativity in knowledge work: a multimodal critical discourse analysis». Gender and Language, vol. 10, 3, 2016, pàg. 340–363. DOI: 10.1558/genl.v10i3.32040.